# Troupe de La Monnaie en 1773

## Composition de la troupe duThéâtre de la Monnaieen1773
L'année théâtrale commence le 12 avril 1773 et se termine le 19 février 1774.
| Acteurs et chanteurs         | Actrices et chanteuses   |
| ---------------------------- | ------------------------ |
| Berger                       | Borremans                |
| Broquin                      | Bouly                    |
| Bultos                       | Suzette Defoye           |
| Canneel                      | Angélique D'Hannetaire   |
| Chevalier aîné               | D'Humainbourg            |
| Chevalier cadet              | Drouin                   |
| Compain                      | Dumorand                 |
| Dazincourt                   | Gontier                  |
| De Batty                     | Lange                    |
| Dubois                       | Nauroy                   |
| Duboulois                    | Sophie Lothaire          |
| Dubus                        | Stéphanie                |
| Dufresny                     | Verteuil                 |
| Fargès                       |                          |
| Florence                     |                          |
| Grégoire                     |                          |
| Lambert                      |                          |
| Le Comte                     |                          |
| Louis                        |                          |
| Mees                         |                          |
| Danseurs et figurants        | Danseuses et figurantes  |
| Bocquet, maître de ballet    | Cambier                  |
| Jouardin                     | Jammes                   |
| Lisis                        | Julie                    |
| Normand                      | Lucile                   |
| Vanderlinden                 | Massin                   |
| Vincent                      | Van Cuyl                 |
| Wauthier                     |                          |
| Orchestre                    |                          |
| Vitzthumb, maître de musique | Moris                    |
| Ambelang                     | Pallet                   |
| Bauwens                      | Parent                   |
| Borremans                    | Poitiaux                 |
| de Burbure                   | Pris                     |
| Dillay                       | Sauerwein                |
| Doudelet                     | Vandenbroeck             |
| Gehot                        | Vandenhouten             |
| Gehot (F.)                   | Vandereycken             |
| Gehot (R.J.)                 | Vandereycken (P.)        |
| Godecharles                  | Vanderplasse             |
| Hinne                        | Vaneeckhout              |
| Ipperseel                    | Vanhamme                 |
| Lambert cadet                | Van Maldere aîné (G.)    |
| Langlois                     | Van Maldere cadet (J.B.) |
| L'Artillion                  | Vicedomini               |
| Mechtler                     | Wirth                    |
| Autre personnel              |                          |
| Bercaville, inspecteur       | D'Humainbourg, souffleur |
| Dumoulin, concierge          | Malaise, peintre         |
| Kerckhoven aîné, charpentier | Vandenhoute, menuisier   |
| Kerckhoven cadet, machiniste | Manuel, magasinier       |
| Landois, contrôleur          | Quenonville, receveur    |
| Maisier, caissier            | 28 autres                |

### Source
- Bruxelles, Archives générales du Royaume, Administration du Théâtre de Bruxelles, registre 126.